# Maciej Krzywiecki
Maciej Krzywiecki (ur. 27 października 1989) – polski siatkarz, grający na pozycji przyjmującego. Reprezentant kraju kadetów i juniorów. Srebrny medalista Mistrzostw Europy Kadetów w 2007.
Maciej Krzywiecki uprawianie sportu zaczął od pływania, jednak ta dyscyplina szybko mu się znudziła. Siatkarską karierę rozpoczynał w GTPS-ie Gorzów Wielkopolski. Po skończeniu Szkoły Mistrzostwa Sportowego w Spale wykupiła go Skra Bełchatów. Szybko wypożyczyła go do pierwszoligowego SMS-u, a następnie do Delecty Bydgoszcz. W jej barwach młody siatkarz zadebiutował w PlusLidze, w przegranym 1:3 meczu z Jastrzębskim Węglem. Łącznie w sezonie 2008/2009 w rundzie zasadniczej rozegrał 14 spotkań, a ze swoim klubem zajął ostatecznie siódmą lokatę. Pod koniec czerwca 2009 Krzywiecki po raz kolejny został wypożyczony, tym razem do Farta Kielce. Sam przyznał, że wybrał tę drużynę, gdyż mógł w niej liczyć na regularne występy, a to dla młodych zawodników jest bardzo ważne. W sezonie 2009/2010 wywalczył z Fartem awans do PlusLigi. Latem 2010 opuścił kielecki zespół. W grudniu 2010 podpisał kontrakt ze Stalą Nysa. W lipcu 2011 roku przeniósł się do AZS Politechniki Warszawskiej.
Maciej Krzywiecki był kapitanem reprezentacji kadetów, która w 2007 w Wiedniu wywalczyła srebrny medal mistrzostw Europy, a następnie w Meksyku zajęła w Mistrzostwach Świata 5. miejsce za Iranem, Chinami, Francją i Argentyną. Awans do strefy medalowej reprezentacja Polski przegrała małymi punktami. W 2009 został powołany przez Stanisława Gościniaka do kadry, która pojechał na Mistrzostwa Świata juniorów w Indiach. Wraz z drużyną narodową zajął w nich 9. miejsce, po wygranej w spotkaniu o tę lokatę z Francją 3:0.

## Sukcesy klubowe
Puchar Challenge:
- 2012

## Sukcesy reprezentacyjne
Mistrzostwa Europy Kadetów:
- 2007